# BC hydrogen highway
La BC Hydrogen Highway était une autoroute à hydrogène planifiée qui devait relier Vancouver et Whistler à sept stations de ravitaillement en hydrogène. Le 13 mars 2007, le premier ministre canadien Stephen Harper a annoncé le financement de près de 200 millions de dollars canadiens pour des projets environnementaux en Colombie-Britannique, dont l'autoroute de l'hydrogène.  Cinq stations ont été construites, une à Whistler, à l'Université de la Colombie-Britannique, à Burnaby, et deux qui ont ensuite été déplacées à Surrey. Mais à part àWhistler, elles sont peu utilisés. Selon certaines informations, il ne reste que trois voitures Ford à pile à combustible louées à Surrey, et il existe une flotte de 20 bus à hydrogène à Whistler. Il n'y a pas de plans officiels pour construire d'autres stations-service (bien qu'il y ait quatre stations d'hydrogène dans la région métropolitaine de Vancouver et une à Victoria à partir de 2021) car le projet Hydrogen Highway a été fermé en 2011.

## Sources et références
1. ↑  "Harper offers $225 million for land conservancy", May 18, 2012, accessed November 20, 2013
2. ↑  Jones, Nicola. "Whatever happened to the hydrogen highway?", Pique Publishing, February 9, 2012, accessed November 20, 2013